# مقاطعة هاردين (تكساس)
مقاطعة هاردين (بالإنجليزية: Hardin  County)‏ هي إحدى المقاطعات في ولاية تكساس، الولايات المتحدة الأمريكية.